# Xã Deerwood, Quận Crow Wing, Minnesota
Xã Deerwood (tiếng Anh: Deerwood Township) là một xã thuộc quận Crow Wing, tiểu bang Minnesota, Hoa Kỳ. Năm 2010, dân số của xã này là 1.306 người.